# California Plateau
Il California Plateau è un altopiano antartico, ondulato e coperto di ghiaccio, lungo 56 km e largo da 4 a 22 km, situato a circa 3.000 m di altitudine sul fianco orientale del Ghiacciaio Scott. Il plateau raggiunge un'altezza massima di 3.275 m all'estremità meridionale del Monte Blackburn, nei Monti della Regina Maud, in Antartide.
Il fianco nordoccidentale del California Plateau è caratterizzato dalle ripide pareti rocciose del Watson Escarpment; invece il fianco sudorientale degrada dolcemente fino all'altezza del ghiaccio dell'Altopiano Antartico. 
Il plateau è stato mappato dall'United States Geological Survey (USGS) sulla base di rilevazioni e foto aeree scattate dalla U.S. Navy nel periodo 1960-64.
La denominazione è stata assegnata dall'Advisory Committee on Antarctic Names (US-ACAN) in onore dei molti dipartimenti dell'Università della California che hanno inviato numerosi studiosi a compiere ricerche in Antartide.